# B.S.O. (programa de televisión)
B.S.O. es un programa de televisión español que se emite en #0 de Movistar+. Fue estrenado el 2 de junio de 2021 y es presentado por Emilio Aragón. Está producido por Caribe Estudio y Movistar+.

## Historia
El 2 de abril de 2021, Movistar+, anunció el regreso a la televisión de Emilio Aragón junto con el anuncio de B.S.O., un nuevo formato de entrevista junto a música directo recorriendo las bandas sonoras de los invitados. El 25 de mayo de 2021, se confirmó la fecha del estreno del programa para el 2 de junio de 2021, en el canal #0 de Movistar+.

## Formato
B.S.O. es un programa de entretenimiento que combina entrevistas, música en directo, humor y cine. Un programa que será único y diferente en cada una de sus entregas. Cada programa representará el universo del homenajeado, con una escenografía acorde a su personalidad, coreografías dirigidas por Iker Carrera (Fama a bailar), actuaciones musicales en directo, una banda, músicos instrumentistas, montajes audiovisuales, emoción, nostalgia y la colaboración de artistas nacionales como Bely Basarte, Miss Caffeina, Natalia Lacunza, Kiko Veneno, Andrés Suárez, Silvia Pérez Cruz, Mikel Erentxun, La Bien Querida, María José Llergo, Carlos Núñez o Bebe, entre otros, artistas nacionales de todos los ámbitos, generaciones y estilos.
Cada entrega terminará con una actuación muy especial, la de Bebo San Juan, alter ego de Emilio Aragón, interpretando y regalando un tema a su invitado para que sea parte de su futura banda sonora.

## Temporadas
| Temporada | Temporada | Episodios | Episodios                | Lanzamiento original     | Lanzamiento original |
| --------- | --------- | --------- | ------------------------ | ------------------------ | -------------------- |
|           | 1         | 8         | 4                        | 2 de junio de 2021       | 2 de junio de 2021   |
| 4         | 1         | 8         | 15 de septiembre de 2021 | 15 de septiembre de 2021 |                      |

### Primera temporada de B.S.O. (2021)
| N.º | Título             | Dirigido por  | Escrito por                                     | Fecha de lanzamiento original |
| --- | ------------------ | ------------- | ----------------------------------------------- | ----------------------------- |
| 1 | «Los Javis»        | Emilio Aragón | Mónica Martín Grande, Jorge Lara y Daniel Olmos | 2 de junio de 2021            |
| Javier Calvo y Javier Ambrossi harán un repaso junto a Emilio Aragón, de sus momentos musicales más especiales. Su canción de amor, las canciones de su infancia y adolescencia, la música en sus obras. |                    |               |                                                 |                               |
| 2 | «Raphael»          | Emilio Aragón | Mónica Martín Grande, Jorge Lara y Daniel Olmos | 9 de junio de 2021            |
| Emilio Aragón se centrará en la trascendencia e influencia de Raphael, repasando el inicio de su carrera, sus mejores momentos sobre el escenario o sus logros profesionales en 60 años de trayectoria. |                    |               |                                                 |                               |
| 3 | «Joaquín»          | Emilio Aragón | Mónica Martín Grande, Jorge Lara y Daniel Olmos | 16 de junio de 2021           |
| Emilio Aragón recibirá en el plató de B.S.O. al futbolista bético Joaquín, que abrirá su corazón, repasará los mejores momentos de su carrera deportiva y hablará de esas canciones que le han marcado de por vida. |                    |               |                                                 |                               |
| 4 | «Belén Rueda»      | Emilio Aragón | Mónica Martín Grande, Jorge Lara y Daniel Olmos | 23 de junio de 2021           |
| Emilio Aragón recibirá a su amiga y compañera Belén Rueda. La actriz repasará su carrera y recordará los viajes en coche con sus padres, su pasión por el baile, sus primeros viajes internacionales, su experiencia televisiva y su exitosa incursión en el cine.                                                              |                    |               |                                                 |                               |
| 5 | «Antonio Banderas» | Emilio Aragón | Mónica Martín Grande, Jorge Lara y Daniel Olmos | 15 de septiembre de 2021      |
| El actor y director, Antonio Banderas, repasará su trayectoria personal y profesional a través de las canciones de su vida. Recordará tanto sus primeros pasos en EE. UU. como su despertar artístico con el teatro o el sonido de aquel tren en el que dejó Málaga, para volver siendo quien quería ser, entre otros momentos. |                    |               |                                                 |                               |
| 6 | «Alaska»           | Emilio Aragón | Mónica Martín Grande, Jorge Lara y Daniel Olmos | 22 de septiembre de 2021      |
| Alaska hará un repaso de su vida, marcada inevitablemente por la música. Conoceremos cómo era su infancia en México, su llegada a Madrid, los paseos con su madre por la Gran Vía y ese rastro madrileño que le hizo descubrir tantas de las cosas que luego serían su vida.                                                    |                    |               |                                                 |                               |
| 7 | «Dani Rovira»      | Emilio Aragón | Mónica Martín Grande, Jorge Lara y Daniel Olmos | 29 de septiembre de 2021      |
| Emilio hablará con Dani Rovira de su carrera, sus comienzos, el éxito, su enfermedad, su filosofía de vida y su compromiso con ayudar a los demás y especialmente a los animales. |                    |               |                                                 |                               |
| 8 | «Lolita»           | Emilio Aragón | Mónica Martín Grande, Jorge Lara y Daniel Olmos | 6 de octubre de 2021          |
| La canción Mediterráneo de Serrat es la canción favorita de Lolita, tendrá mucho peso en el programa y nos deleitará con ella cantando. Hablarán de su infancia y lo que es pertenecer a una saga familiar de artistas. |                    |               |                                                 |                               |

## Música

### Primera Temporada
| Episodio | Intérprete(s)                                         | Canción(es) |
| -------- | ----------------------------------------------------- | --- |
| 1        | Bely Basarte                                          | «Step by Step» (Annie Lennox)                                                                                      |
| 1        | Víctor Martín                                         | «La soledad» (Laura Pausini) // «Dreams» (The Cranberries) // «You Know I'm No Good» (Amy Winehouse & Mark Ronson) |
| 1        | Ana Guerra                                            | «Loba» (Shakira)                                                                                                   |
| 1        | The Parrots y Macarena García                         | «Fame» (David Bowie)                                                                                               |
| 1        | La Bien Querida y Teo Cardalda                        | «La llamada» (Leiva)                                                                                               |
| 2        | Miss Caffeina                                         | «Mrs. Robinson» (Simon y Garfunkel)                                                                                |
| 2        | Silvia Pérez Cruz                                     | «La llorona» (Chavela Vargas)                                                                                      |
| 2        | Natalia Lacunza                                       | «That's Life» (Frank Sinatra)                                                                                      |
| 2        | Ede y Josemi Carmona                                  | «Que nadie sepa mi sufrir» (María Dolores Pradera)                                                                 |
| 2        | Mikel Erentxun                                        | «Fever» (Peggy Lee)                                                                                                |
| 2        | Soleá y Farru                                         | «El tamborilero» (Raphael)                                                                                         |
| 3        | Zenet                                                 | «Corazón partío» (Alejandro Sanz)                                                                                  |
| 3        | Andrés Suárez y Marino Sáiz                           | «Patio de naranjo» (El Barrio)                                                                                     |
| 3        | María José Llergo y Josemi Carmona                    | «Nana del caballo grande» (Camarón de la Isla)                                                                     |
| 3        | Los Secretos                                          | «La quiero a morir» (Jarabe de Palo y Alejandro Sanz)                                                              |
| 3        | Rebeca Jímenez                                        | «Abrázame muy fuerte» (Juan Gabriel)                                                                               |
| 4        | Carlos Núñez y Xurxo Núñez                            | «Mar Adentro» (Alejandro Amenábar)                                                                                 |
| 4        | Bebe y Cristian de Moret                              | «Lucha de gigantes» (Antonio Vega)                                                                                 |
| 4        | Belén Ecija                                           | «Wind of Change» (Scorpions)                                                                                       |
| 4        | La Mari de Chambao, Carlos Núñez y Christian de Moret | «Lucía» (Joan Manuel Serrat)                                                                                       |
| 5        | Dani Martín                                           | «Mediterráneo» (Joan Manuel Serrat)                                                                                |
| 5        | Compañía de A Chorus Line del Teatro del Soho         | «What I Did For Love» (Marvin Hamisch)                                                                             |
| 5        | Coque Malla                                           | «The Long And Winding Road» (Paul McCartney y John Lennon)                                                         |
| 5        | Travis Birds y Sergio Renovell                        | «Cabriola» (Marisol)                                                                                               |
| 5        | Vanesa Martín                                         | «Hijo de la luna» (José María Cano)                                                                                |
| 5        | Sharon Corr                                           | «Holding Back the Years» (Simply Red)                                                                              |
| 6        | Sole Giménez                                          | «Si nos dejan» (José Alfredo Jiménez)                                                                              |
| 6        | Amaral                                                | «Heroes» (David Bowie)                                                                                             |
| 6        | David Summers                                         | «Take a walk on the wild side» (Lou Reed)                                                                          |
| 6        | Ariel Rot                                             | «DIVINA "Los bailes de Marte"» (Marc Bolan)                                                                        |
| 6        | Andrea Motis                                          | «Can't Smile Without You» (Geoff Morrow)                                                                           |
| 6        | Leonor Watling                                        | «Close to You» (Carpenters)                                                                                        |
| 7        | Violeta Narea                                         | «Eso que tú me das» (Pau Donés)                                                                                    |
| 7        | Conchita                                              | «Le Vent Nous Portera» (Noir Désir)                                                                                |
| 7        | Manolo García                                         | «Tu frialdad» (Triana)                                                                                             |
| 7        | Alba Molina y Fran Cortés                             | «Soy Afortunado» (Manuel Carrasco)                                                                                 |
| 7        | Elefantes                                             | «¿A dónde van?» (Silvio Rodríguez)                                                                                 |
| 8        | Israel Fernández                                      | «La leyenda del tiempo» (Camarón de la Isla y Federico García Lorca)                                               |
| 8        | Rozalén                                               | «La Zarzamora» (Quintero, León y Quiroga. Lola Flores)                                                             |
| 8        | Alice Wonder                                          | «Mía» (Armando Manzanero)                                                                                          |
| 8        | Anni B Sweet y Alexandra Masangkay                    | «Time after time» (Cyndi Lauper)                                                                                   |
| 8        | María Peláe                                           | «Entre la hiedra» (Paco Ortega)                                                                                    |
| 8        | Fuel Fandango                                         | «Sweetest Taboo» (Sade y Martin Russell Ditcham)                                                                   |